# دير شبيغل
دير شبيغل (بالألمانية: Der Spiegel) هي مجلة أسبوعية ألمانية مصورة تصدر من هامبورغ، إحدى أشهر المجلات الإخبارية الألمانية. يعني اسمها مترجما للعربية «المرآة». يتم طبع 840,000 نُسخة أسبوعيًا لتكون بذلك أكثر مجلة توزع وتطبع في ألمانيا وأوروبا.

## تاريخ المجلة

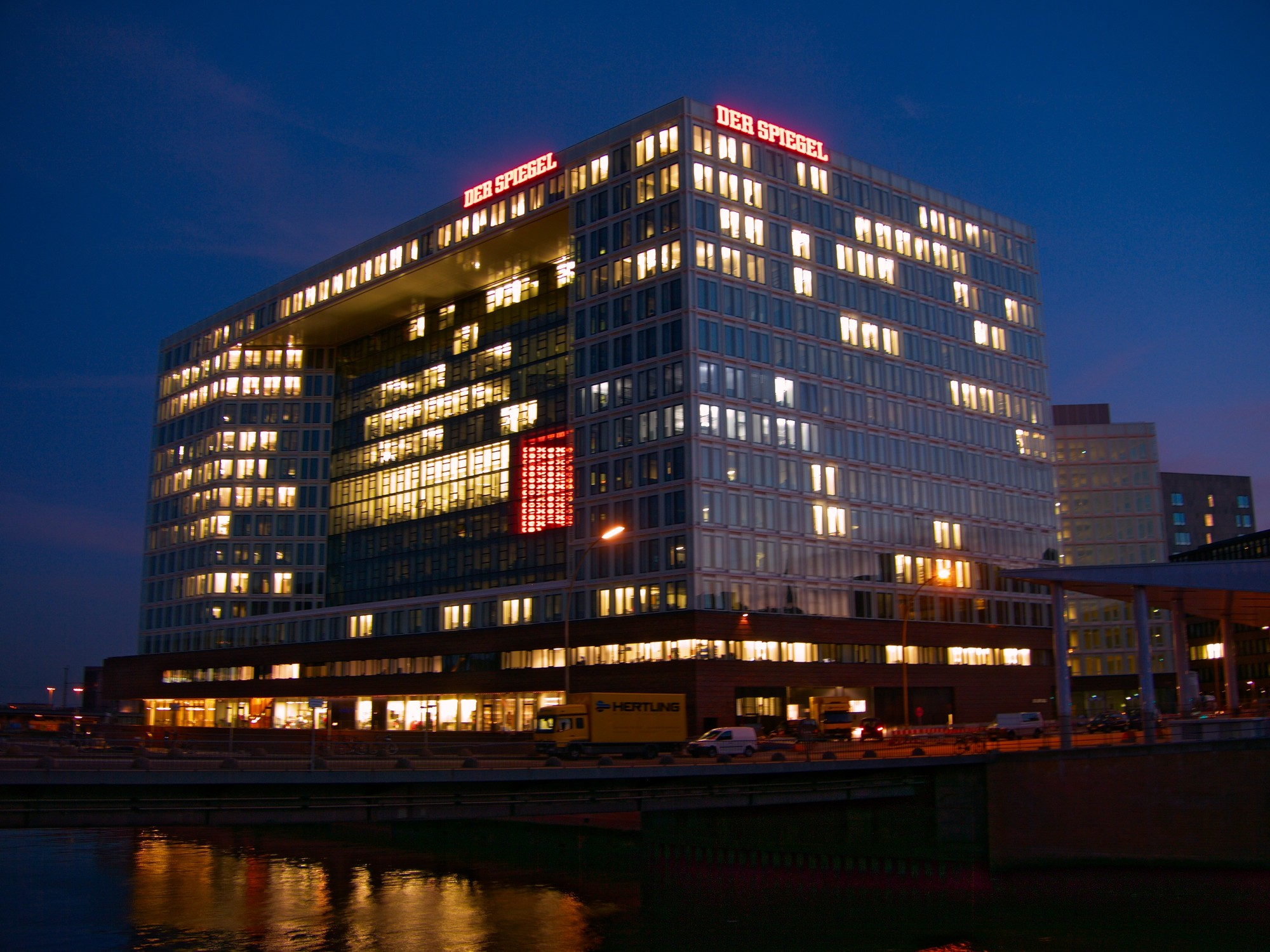
مبنى شبيغل من الشمال الغربي مساءًا في 2011

أصدرت مجلة تحت نفس الاسم قبل نشوب الحرب العالمية الأولى في ميونخ، تم دمجها في عام 1908 م مع مجلة شاوبوهنه (Schaubühne) أو «مسرح العرض». وأول عدد للمجلة صدر في 4 يناير 1947 م في هانوفر كتكملة لمجلة هذا الأسبوع (Diese Woche). تبعت المجلة تصميم ونمط المجلات الإخبارية الأمريكية في بداية حياتها. حاول محرروها الألمان، تحت رئاسة رودولف أوغستشتاين (Auguststein)، معالجة مواضيع جادة وناقدة، ولم يوفروا لقوات الاحتلال (قوات الحلفاء) آنذاك أي نقد. ثم حصل أوغستشتاين على ترخيص لإنشاء مجلة تحت اسم «دير شبيغل»، وكان منذ البداية المؤسس ورئيس التحرير. بقي في هذا المنصب اسميا حتى مماته في 7 نوفمبر 2002 م. رئيس التحرير الحالي هو شتيفان أوست (Aust)، الذي حصل في عام 2004 م على تمديد لمدة خمس سنوات لعقده.

## دار النشر
نقلت المجلة مكان إصدارها ومقرها منذ عام 1952 م إلى هامبورغ. أصدرت إلى جانب المجلة الرئيسية مجلة اقتصادية تحت عنوان مانيجير ماغازين (Manager-Magazin). حوالي 50.5% من أسهم المجلة تعود ملكيتها لشركة رودولف أوغستشتاين، التي آلت ملكيتها بعد مماته للعاملين في المجلة. 25.5% .

## تحقيقات
عدد 10 أكتوبر 1962 م الذي نشر تحقيقات سرية عن قوة ألمانيا الغربية العسكرية في مواجهة حلف وارسو، وأن ألمانيا غير قادرة على صد هجوم مباغت في هذا الشأن. الحكومة الألمانية آنذاك رأت في التقرير نشر معلومات سرية للغاية وتهديدا لأمن ألمانيا. قامت قوات الأمن باعتقال المحررين وتفتيش دار النشر وصادرت بعض الوثائق. عرفت هذه الحادثة باسم حادثة شبيغل.